# Йорданска долина
Йорданската долина (на иврит: עֵמֶק הַיַרְדֵּן, Емек Хаярден; на арабски: الغور, Ал-Гор) е рифтова долина в най-долното течение на река Йордан, откъдето излиза от Галилейско море на север, до края на течението си до Мъртво море на юг. Дълга е 120 км и е широка около 15 км.
В по-голямата си част долината на река Йордан формира границата между Йордания на изток и Израел и Западния бряг на запад. Подробностите са регулирани от мирния договор между Израел и Йордания от 1994 г., с който се създава „административната граница“ между Йордания и Западния бряг, окупиран от Израел през 1967 г., без да се засягат статута на тази територия.